# Geōrgios Delīzīsīs
Geōrgios Delīzīsīs (in greco Γεώργιος Δεληζήσης; Kozani, 1º dicembre 1987) è un ex calciatore greco, di ruolo difensore.

## Palmarès

### Club

#### Competizioni nazionali
- Football League (Grecia): 1

Apollōn Smyrnīs: 2016-2017